# Projeto Runeberg
O Projeto Runeberg (em sueco:  Projekt Runeberg) é uma iniciativa que visa a digitalização da literatura nórdica antiga e torná-la de acesso livre na Internet.

## História
O projeto foi fundado em 1992 por Lars Aronsson e conduzido dentro do clube de computação Lysator, na Universidade de Linköping.
O nome é uma alusão ao modelo americano Projeto Gutenberg e ao poeta nacional finlandês Johan Ludvig Runeberg, cuja obra Os contos do Alferes Stål (Fänrik Ståls sägner) fora uma das primeiras obras no formato digital.
Uma das condições às quais o projeto está sujeito é a limitação de tempo pela lei de direito de cópia, a qual prevê que as obras de um autor morto há mais de 70 anos se torna de domínio público e seu conteúdo pode ser distribuído gratuitamente.
Durante o primeiro ano do Projeto Runeberg, foram produzidas edições (e-texts) dos autores Carl Michael Bellman, Karin Boye, Erik Axel Karlfeldt, Selma Lagerlöf, Johan Ludvig Runeberg, dentre outros, sem muito discernimento crítico.
Um importante marco foi a edição completa da tradução da Bíblia sueca de 1917, terminada e revista, capítulo por capítulo, por vinte voluntários em maio de 1996. Igualmente ficou pronta em 2003 a antiga enciclopédia sueca Nordisk familjebok.